# Прем'єр-ліга (Есватіні)
Прем'єр-ліга Свазіленду, також відома, як Свазілендська МТН Прем'єр-ліга названа на честь генерального спонсора ліги групи компаній МТН  — вищий дивізіон Національної футбольної асоціації Свазіленду, заснований у 1976 році. Переможець турніру отримує право в наступному сезоні зіграти в Лізі чемпіонів КАФ.

## Клуби Прем'єр-ліги у 2016/2017
- Грін Мамба (Біг-Бенд)
- Манзіні Сі Бердс
- Манзіні Сандаунз
- Манзіні Вондерерз
- Мбабане Гайлендерс
- Мбабане Шеллоуз
- Мідас Мбабане Сіті
- Монені Пайретс (Манзіні)
- Ред Лайонс
- Роял Леопардс (Сімуні)
- Тамбуті
- Янг Баффалос (Матсафа)

Вибули до першого дивізіону в 2009/10
- Елевен Мен ін Флайт (Сітекі)

## Переможці попередніх років
- 1976 : Мбабане Гайлендерс
- 1980 : Мбабане Гайлендерс
- 1981 : Мхлуме Пісмейкерс (Мхлуме)
- 1982 : Мбабане Гайлендерс
- 1983 : Манзіні Вондерерз
- 1984 : Мбабане Гайлендерс
- 1985 : Манзіні Вондерерз
- 1986 : Мбабане Гайлендерс
- 1987 : Манзіні Вондерерз
- 1988 : Мбабане Гайлендерс
- 1989 : Заходи Денвера (Манзіні)
- 1990 : Заходи Денвера (Манзіні)
- 1991 : Мбабане Гайлендерс
- 1992 : Мбабане Гайлендерс
- 1993 : Мбабане Шеллоуз
- 1994 : Елевен Мен ін Флайт (Сітекі)
- 1995 : Мбабане Гайлендерс
- 1996 : Елевен Мен ін Флайт (Сітекі)
- 1997 : Мбабане Гайлендерс
- 1998 : нема чемпіонату
- 1998/99 : Манзіні Вондерерз
- 1999/00 : Мбабане Гайлендерс
- 2000/01 : Мбабане Гайлендерс
- 2001/02 : Манзіні Вондерерз
- 2002/03 : Манзіні Вондерерз
- 2003/04 : Мхламбанятсі Роверс
- 2004/05 : Мбабане Шеллоуз
- 2005/06 : Роял Леопардс (Сімуні)
- 2006/07 : Роял Леопардс (Сімуні)
- 2007/08 : Роял Леопардс (Сімуні)
- 2008/09 : Мбабане Шеллоуз
- 2009/10 : Янг Баффалос
- 2010/11 : Грін Мамба
- 2011/12 : Мбабане Шеллоуз
- 2012/13 : Мбабане Шеллоуз
- 2013/14 : Роял Леопардс (Сімуні)
- 2014/15 : Роял Леопардс (Сімуні)
- 2015/16 : Роял Леопардс (Сімуні)

## Перемоги клубів
| Клуб                               | Місто        | Тітули | Останній титул |
| ---------------------------------- | ------------ | ------ | -------------- |
| Мбабане Гайлендерс                 | Мбабане      | 13     | 2001           |
| Манзіні Вондерерз                  | Манзіні      | 6      | 2003           |
| Роял Леопардс                      | Сімуні       | 6      | 2016           |
| Мбабане Шеллоуз                    | Мбабане      | 5      | 2013           |
| Заходи Манзіні (як Заходи Денвера) | Манзіні      | 2      | 1990           |
| Міллінг Хотспарс                   |              | 2      | 1972           |
| Елевен Мен ін Флайт                | Сітекі       | 2      | 1996           |
| Мхламбанятсі Роверс                | Мхламбанятсі | 1      | 2004           |
| Ювентус (Квалусені)                | Мхлуме       | 1      | 1977           |
| Мхлуме Пісмейкерс                  | Мхлуме       | 1      | 1981           |
| Янг Баффалос                       | Матсафа      | 1      | 2010           |
| Грін Мамба                         | Сімуні       | 1      | 2011           |

## Бомбардири
| Рік     | Найкращий бомбардир                            | Команда                          | Голи |
| 2000–01 | Фріц Жуніор Сільбеа                            | Мбабане Шеллоуз                  | 13   |
| 2001–02 |                                                |                                  |      |
| 2002–03 | Патрік "Нкола" Мквазі                          | Манзіні Вондерерз                | 13   |
| 2003–04 | Салебона "Салас" Желе                          | Янг Баффалос                     | 11   |
| 2004–05 | Мзванділе "Зоо" Мамба                          | Мбабане Шеллоуз                  | 12   |
| 2005–06 | Мзванділе "Зоо" Мамба Мдудузі "Агахова" Мдлулі | Роял Леопардс Мбабане Гайлендерс | 11   |
| 2011–12 | Нхланхла "Мшенгу" Кунене                       | Правителі Маланті                | 17   |
| 2012–13 | Нхланхла "Мшенгу" Кунене                       | Правителі Маланті                | 14   |
| 2013–14 | Санділе Хлатшвако                              | Правителі Маланті                | 14   |

## Команди, які раніше виступали у вищому дивізіоні
- РССК Юнайтед
- Манчестер Юнайтед (Мшингішингіні)
- Вовово